# Les Sims Freeplay
 (juillet 2019).
Si vous disposez d'ouvrages ou d'articles de référence ou si vous connaissez des sites web de qualité traitant du thème abordé ici, merci de compléter l'article en donnant les références utiles à sa vérifiabilité et en les liant à la section « Notes et références ».
Les Sims FreePlay est un simulateur de vie publié pour les appareils mobiles par EA Games et Firemint. Le jeu est sorti le 15 décembre 2011 sur iOS, le 15 février 2012 sur Android, le 31 juillet 2013 sur BlackBerry 10 et le 12 septembre 2013 sur Windows Phone 8. Il a ensuite été mis à disposition également pour Kindle Fire en octobre 2012. Le jeu est téléchargeable gratuitement sur le site officiel de EA Games, sur l'Apple Store et sur Google Play.

## Mode de jeu
Le jeu se déroule en temps réel et une connexion Internet est nécessaire pour jouer. Les Sims sont en mesure de mener à bien toutes les activités quotidiennes dont leurs six besoins : faim, hygiène, vessie, énergie, divertissement, social. Toutes les actions ont besoin de temps pour être menées à bien. Le CercaSim permet de suivre plusieurs Sims, et le diamant vert au-dessus de leur tête (plumbob) indique lequel est sous contrôle de l'utilisateur. Dans le jeu, il est possible de gagner trois types de monnaie : les Simflouz, les Points de Mode de Vie (PMV) et les Points Sociaux (PS). Celles-ci sont obtenues en allant au travail, en faisant du jardinage, en pratiquant des loisirs ou en menant à bien les missions. En outre, les Sims peuvent se lier d'amitié entre eux en utilisant différentes interactions sociales et ainsi se créer des amis (être gentil, être drôle...) ou au contraire des ennemis (se plaindre, être impoli). Les Sims ne vieillissent pas jusqu'à la quête "Rêves à long terme & Héritages" débloquée au niveau 26. À partir de cette quête, les Sims vieillissent au fur et à mesure des actions qu'ils réalisent et gagnent des "globes de vie". Enfin, les Sims vivent par défaut à Simville : il est néanmoins possible de remplir la ville dans laquelle vivent les Sims en cliquant sur les différents lots de terrains vides et bâtir ou acheter des maisons.

### Les étapes de la vie
Les étapes de la vie dans Les Sims Freeplay sont au nombre de six:
- Bébé: Pour donner naissance à un bébé, il suffit d'acheter un lit de bébé dans le catalogue, et attendre 24 heures. Une fois le délai passé, le joueur peut personnaliser l'apparence du nouveau-né et lui donner un nom. Cependant, depuis la mise à jour Grossesse[1], il est désormais possible de tomber enceinte.
- Bambin: le bébé peut effectuer de nombreuses actions, comme marcher, aller au lit ou jouer. Le bébé ne peut pas manger et a besoin d'un Sims adulte pour le nourrir.
- Pré-adolescent: Le sims pré-adolescent peut commencer à cultiver un passe-temps, comme la danse ou le Karaté. Ils vont à l'école primaire de la carte Sims.
- Adolescent: La possibilité de devenir un Sims adolescent a été présenté avec une mise à jour publiée en octobre 2013. Les adolescents peuvent avoir des relations amoureuses et peuvent devenir "des idoles de l'adolescence".
- Adulte: C'est le principal état du jeu. Un Sims adulte a la capacité de travailler, construire une maison et de fonder une famille.
- Senior: Le senior peut avoir un nouveau passe-temps : le patchwork. Il peut aussi jouer au bingo, et débloquer un nouvel animal, l'oiseau.

### Carrières
- Musicien
- Acteur ou réalisateur
- Pompier
- Politique
- Enseignant
- Artiste
- Scientifique
- Athlète
- Agent Immobilier
- Policier (police municipale ou agent spécial)
- Personnel médical (infirmier ou médecin)
- Personnel de Spa

Seuls les adultes ont la possibilité de choisir une carrière. Les pré-adolescents peuvent aller à l'école primaire, tandis que les adolescents vont au lycée.

## Similitudes et les différences avecLes Sims 3
De façon similaire à Les Sims 3, le joueur peut se déplacer librement à travers la ville. Les graphismes sont également similaires à ceux de Les Sims 3, et la bande-son reprend des musiques provenant de Les Sims 3. Cependant, il existe également des différences visibles : une nouvelle méthode de contrôle, de nouvelles interactions différentes de celle du jeu Les Sims 3, du contenu supplémentaire.